# Myricaria squamosa
Myricaria squamosa är en tamariskväxtart som beskrevs av Nicaise Auguste Desvaux. Myricaria squamosa ingår i släktet klådrissläktet, och familjen tamariskväxter. Inga underarter finns listade.